# .gm
.gm is het achtervoegsel van domeinen van websites uit Gambia.